# Journans
Journans är en kommun i departementet Ain i regionen Auvergne-Rhône-Alpes i östra Frankrike. Kommunen ligger  i kantonen Pont-d'Ain som ligger i arrondissementet Bourg-en-Bresse. Kommunens areal är 2,43 km². År 2022 hade Journans 384 invånare.

## Befolkningsutveckling
Antalet invånare i kommunen Journans
Referens: INSEE